# Slachthuis van Anderlecht

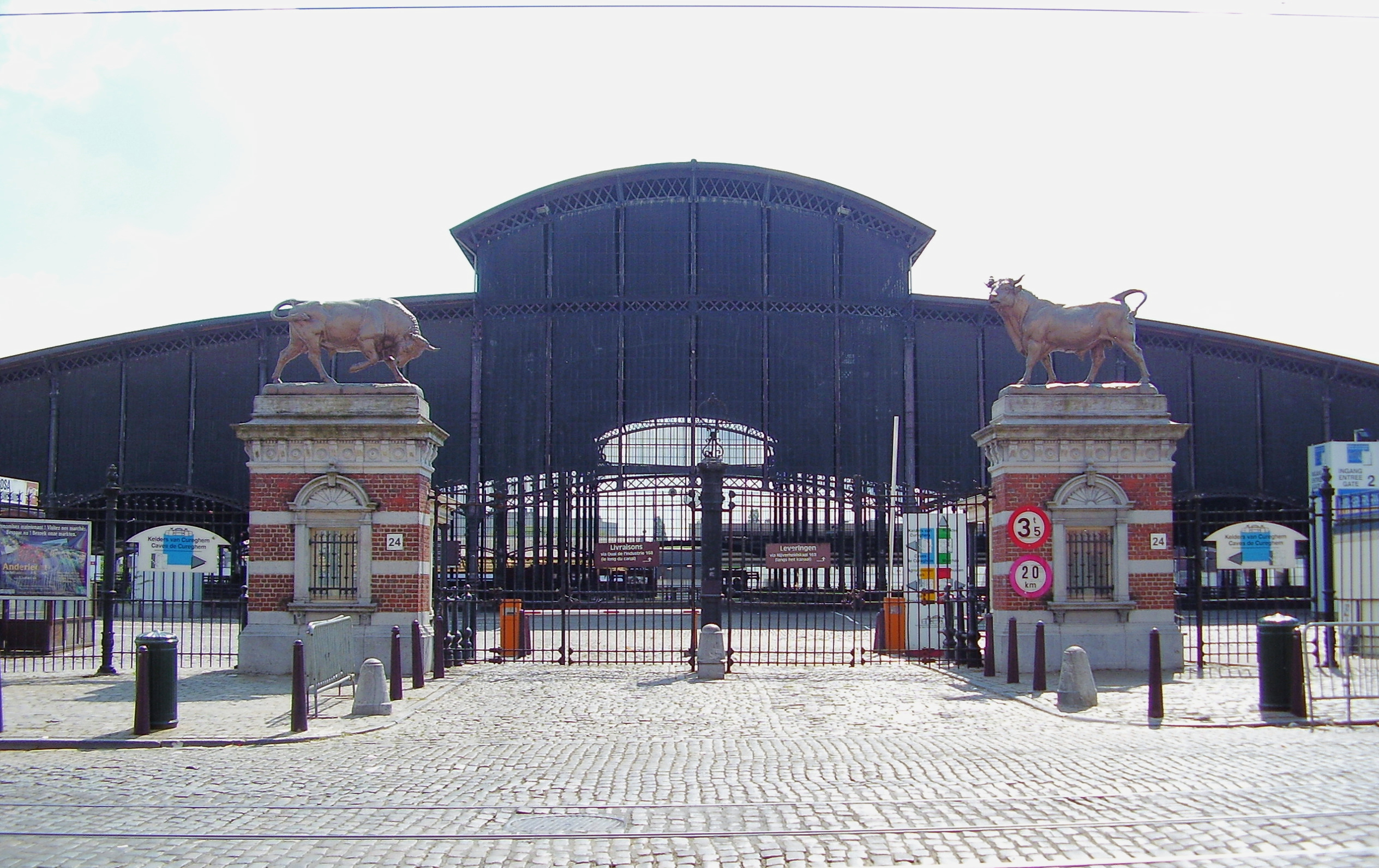
Markthal van het Slachthuis van Kuregem

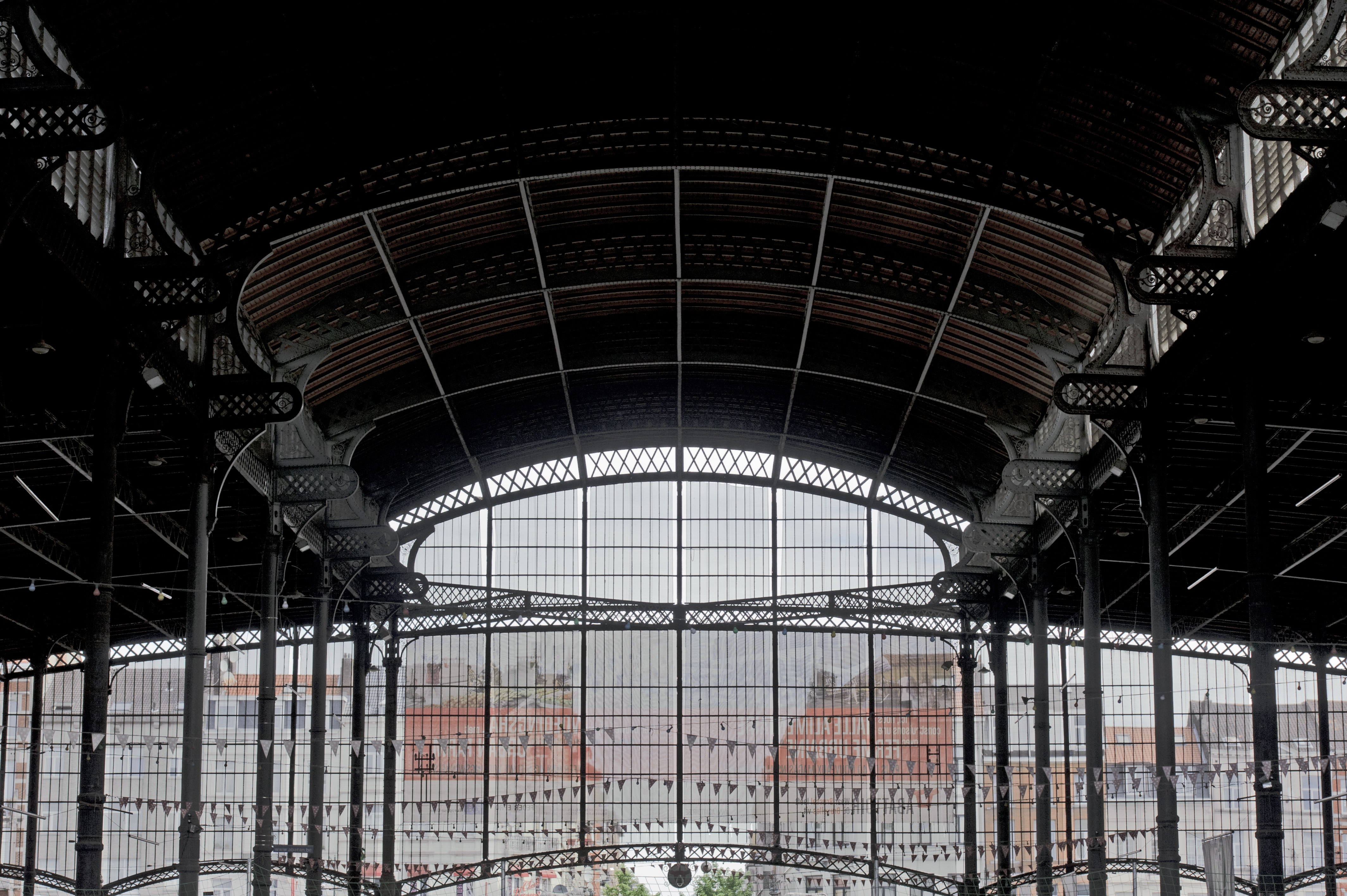
Binnenaanzicht

Het slachthuis van Anderlecht (Frans: Abattoirs d'Anderlecht) is een slacht- en marktcomplex in de wijk Kuregem van de Brusselse gemeente Anderlecht. De eigenaar is de nv Abattoir. De grote markthal en andere delen zijn illustratief voor de industriële architectuur van de negentiende eeuw. Sinds 1988 is de grote markthal als monument beschermd.

## Geschiedenis
In 1887 besliste Brussel om het gemeentelijke slachthuis te vervangen door een nieuw gebouw. Het oude was de oorzaak van ernstige problemen bij het transport van vee en op het gebied van hygiëne ten gevolge van verouderde installaties en van de lozing van afval in de Zenne, waardoor voor andere activiteiten geen zuiver water meer uit de rivier kon worden geput. Er werd gekozen voor een vestiging in Kuregem, waar nog steeds moerassige gebieden voorkwamen. De plek was gunstig gelegen aan het kanaal Brussel-Charleroi, dicht bij een spoorlijn.
De Société anonyme des Abattoirs et Marchés d'Anderlecht-Cureghem werd opgericht in mei 1888. De bouwwerken begonnen met de omleiding van een Zennearm en de drooglegging van de terreinen door de aanleg van dijken. De aard van het terrein vereiste de bouw van vier meter diepe funderingen met ruime gewelfde kelders. De grote metalen overkapping die erbovenop is gebouwd, vormt een rechthoek van honderd vierkante meter. Ze is ontworpen door architect Emile Tirou. De dakconstructie wordt ondersteund door een honderdtal gietijzeren zuilen. Twee bronzen stieren markeren de hoofdingang. Op het domein bevinden zich nog verschillende andere gebouwen. De werkzaamheden werden voltooid in 1890. 
De aanwezigheid van het slachthuis bracht leven in de wijk en bevorderde de organisatie van tal van activiteiten, incluis de inplanting van leerlooierijen en voedingsbedrijven. De andere Brusselse slachthuizen konden niet lang met het Anderlechtse wedijveren. 
In 1920 werd het beheer van het slachthuis overgenomen door de gemeente Anderlecht. Na ernstige economische problemen werd het domein in 1980 ten slotte aan een coöperatieve vereniging van handelaars en slachters verkocht die zich op de renovatie toelegde. In 1983 werd de nv Slachthuizen Anderlecht opgericht, later hernoemd tot Abatan en Abattoir. 
Op het slachthuis werkten in 2006 ongeveer 1500 mensen. De hal dient ook als overdekte markt voor voedingswaren en als rommelmarkt. In de Kelders van Kuregem worden, sinds hun renovatie in 1992, verschillende evenementen georganiseerd zoals beurzen, tentoonstellingen en seminars. Er is ook een ijskelder en een paddenstoelenkwekerij.
De sluiting van de slachtlijn is gepland na afloop van de milieuvergunning in 2028. Ze wordt vooral gebruikt voor ritueel (onverdoofd) slachten.

## Voetnoten
1. ↑  Abattoir stopt slachten vanaf 2028: einde onverdoofd slachten in zicht?, BRUZZ, 27 juni 2023